# (5216) 1941 HA
(5216) 1941 HA là một tiểu hành tinh vành đai chính. Nó được phát hiện bởi Liisi Oterma ở Đại học Turku ở Turku, Phần Lan, ngày 16 tháng 4 năm 1941.